# Burgistein
Burgistein is een gemeente en plaats in het Zwitserse kanton Bern, en maakt deel uit van het district Thun.
Burgistein telt 1.019 inwoners.